# Робин Гуд: Мужчины в трико
«Робин Гуд: Мужчины в трико» (англ. Robin Hood: Men in Tights) — художественный фильм режиссёра Мела Брукса. Пародия на фильмы «Приключения Робин Гуда» режиссёра Майкла Кёртица, «Робин Гуд: Принц воров», «Крёстный отец», «Малкольм Икс», «Хороший, плохой, злой» и другие.

## Сюжет
Сбежавший из плена во время Крестового похода Робин Гуд возвращается в родовое имение Локсли со своим новообретённым другом Ап-Чхи. Однако его имение забрал за долги шериф Роттингемский. Робин решает вернуть завещанное ему наследство и разделаться с шерифом, для чего набирает команду соратников, отличительной внешней особенностью которых становятся обтягивающие штаны-трико и шляпа с пером.

## В ролях
- Кэри Элвес — Робин Гуд
- Эми Ясбек — Мэриан
- Мел Брукс — раввин Тукман
- Роджер Рис — Дурик, шериф Роттингемский
- Ричард Льюис — принц Джон
- Дом Делуиз — дон Джованни
- Эрик Аллан Крамер — Маленький Джон
- Мэттью Порретта — Уилл Скарлет О’Хара
- Марк Блэнкфильд — Моргала
- Дэйв Шапелл — Ап-Чхи
- Трейси Ульман — ведьма Сортир
- Патрик Стюарт — король Ричард
- Клайв Ревилл — начальник пожарной охраны
- Чак Макканн — трактирщик

## Критика
На веб-сайте Rotten Tomatoes рейтинг одобрения фильма составляет 41 % на основе 44 рецензий, а средний рейтинг — 5,10/10. Аудитория CinemaScore, поставила фильму среднюю оценку «B» по шкале от A+ до F. Со временем фильм приобрёл культовый статус.

## Выход на видео
«Робин Гуд: Мужчины в трико» был выпущен на лазерных дисках и VHS в 1994 году компанией Fox Video. Компания 20th Century Fox Home Entertainment со временем выпустила фильм на DVD, а 6 февраля 2007 года он был дублирован вместе с «Космическими яйцами». Columbia TriStar также выпустила фильм на DVD, VHS и лазерных дисках на других территориях с 1994 по 2002 года, а Sony Pictures Home Entertainment переиздала фильм на DVD с 2006 по 2016 года. Фильм был выпущен на Blu-ray 11 мая 2010 года и был переиздан в составе DVD Combo Pack 1 октября 2018 года в США, Fabulous Films 22 апреля 2019 года в Европе и Umbrella Entertainment 15 декабря 2021 года в Австралии..